# Pepingen
Pepingen è un comune belga di 4 357 abitanti nelle Fiandre (Brabante Fiammingo). Si trova nella zona agricola del Pajottenland. Nel 1977, a seguito della fusione di comuni avvenuta in Belgio, si è unificato con i comuni di Beert, Bellingen, Bogaarden, Elingen, Heikruis.